# Kaur Kivistik
Kaur Kivistik (* 29. April 1991 in Tartu, Estnische SSR, UdSSR) ist ein estnischer Leichtathlet, der im Mittelstrecken- und Hindernislauf an den Start geht.

## Sportliche Laufbahn
Erste internationale Erfahrungen sammelte Kaur Kivistik im Jahr 2010, als er bei den Juniorenweltmeisterschaften in Moncton im Hindernislauf mit 9:16,87 min im Vorlauf ausschied, wie auch bei den U23-Europameisterschaften im Jahr darauf in Ostrava mit 8:53,15 min. 2012 erreichte er bei den Europameisterschaften in Helsinki das Finale und belegte dort in 8:58,02 min den 14. Platz. Bei den U23-Europameisterschaften 2013 in Tampere wurde er in 8:42,98 min Fünfter und 2015 gewann er bei der Sommer-Universiade in Gwangju in 8:32,23 min die Silbermedaille hinter dem Deutschen Martin Grau. Er qualifizierte sich damit erstmals für die Weltmeisterschaften in Peking, erreichte dort in 8:56,36 min aber nicht das Finale. 2016 erreichte er bei den Europameisterschaften in Amsterdam in 8:33,75 min den sechsten Platz und nahm anschließend an den Olympischen Spielen in Rio de Janeiro teil, bei denen er mit 8:44,25 min im Vorlauf ausschied.
2017 belegte er bei den Studentenweltspielen in Taipeh in 8:48,04 min den achten Platz und im Jahr darauf wurde er bei den Europameisterschaften in Berlin in 8:40,32 min Neunter im Finale und stellte im Vorlauf mit 8:28,84 min einen neuen Landesrekord auf. 2019 nahm er erneut an den Weltmeisterschaften in Doha teil, erreichte dort mit 8:39,26 min aber erneut nicht das Finale. 2022 erreichte er bei den Europameisterschaften in München mit 2:17:51 min Rang 32 im Marathonlauf und im Dezember wurde er bei den Crosslauf-Europameisterschaften in Turin nach 32:29 min 62. im Einzelrennen. Bei den Crosslauf-Europameisterschaften 2023 in Brüssel lief er nach 33:07 min auf dem 66. Platz ein.
In den Jahren 2016 und 2017 sowie von 2019 bis 2022 wurde Kivistik estnischer Meister im Hindernislauf. 2019 siegte er auch über 800 und 1500 Meter und 2020 auch über 1500 und 10.000 Meter und 2022 über 5000 Meter. 2021 wurde er Landesmeister im Halbmarathon sowie über 10 km im Straßenlauf. Zudem wurde er 2014 Hallenmeister im 1500-Meter-Lauf.

## Persönliche Bestleistungen
- 800 Meter: 1:51,69 min, 16. Juni 2018 in Ogre
  - 800 Meter (Halle): 2:01,62 min, 19. Februar 2012 in Tartu
- 1500 Meter: 3:43,83 s, 15. Juni 2014 in Tartu
  - 1500 Meter (Halle): 3:49,05 min, 22. Februar 2014 in Tartu
- 10.000 Meter: 29:38,91 min, 21. August 2021 in Pärnu
- Halbmarathon: 1:05:31 h, 2. Oktober 2021 in Tartu
- Marathon: 2:16:38 h, 20. Februar 2022 in Sevilla
- 3000 m Hindernis: 8:28,55 min, 3. September 2019 in Zagreb (estnischer Rekord)